# Juliusz Slaski
Juliusz Slaski (niewłaściwie Ślaski, niekiedy błędnie Śląski), ps. Hubert Grzymała, Jan Zaleski (ur. 15 kwietnia 1920 w Broniszowie, zm. 15 lipca 1990 we włoskich Alpach) – polski antropolog, dziennikarz i alpinista.
Pochodził z gałęzi małopolskiej rodziny Slaskich herbu Grzymała. Był synem Jana Slaskiego właściciela majątku Broniszów. Był żołnierzem Wojska Polskiego we Francji, za bohaterską akcję w 1940 odznaczony Croix de Guerre avec palme. Po studiach w Balliol College na Uniwersytecie Oksfordzkim pracował jako antropolog w University of London, publikował m.in. w „Nature”, w 1950 brał udział w badawczej wyprawie do Afryki. Od 1945 był dziennikarzem emigracyjnym, od lipca 1954 reporterem i później też kierownikiem europejskiego oddziału Głosu Ameryki (ps. „Jan Zaleski”), a później też  Radio Wolna Europa (prowadził stały program sportowy pod ps. „Hubert Grzymała”). Zginął w czasie wspinaczki na Monte Viso.
Był członkiem Cresta Clubu w Sankt Moritz.
Pochowany jest na Cmentarzu Salwatorskim w Krakowie (sektor SC11-E-9).